# Dona
Dona je žensko osebno ime.

## Izvor imena
Ime Dona je različica imen Donat oziroma Donata.

## Pogostost imena
Po podatkih Statističnega urada Republike Slovenije je bilo na dan 31. decembra 2007 v Sloveniji število ženskih oseb z imenom Dona: 29.

## Osebni praznik
Osebe z imenom Dona lahko godujejo 7. avgusta.